# تاكوياكي

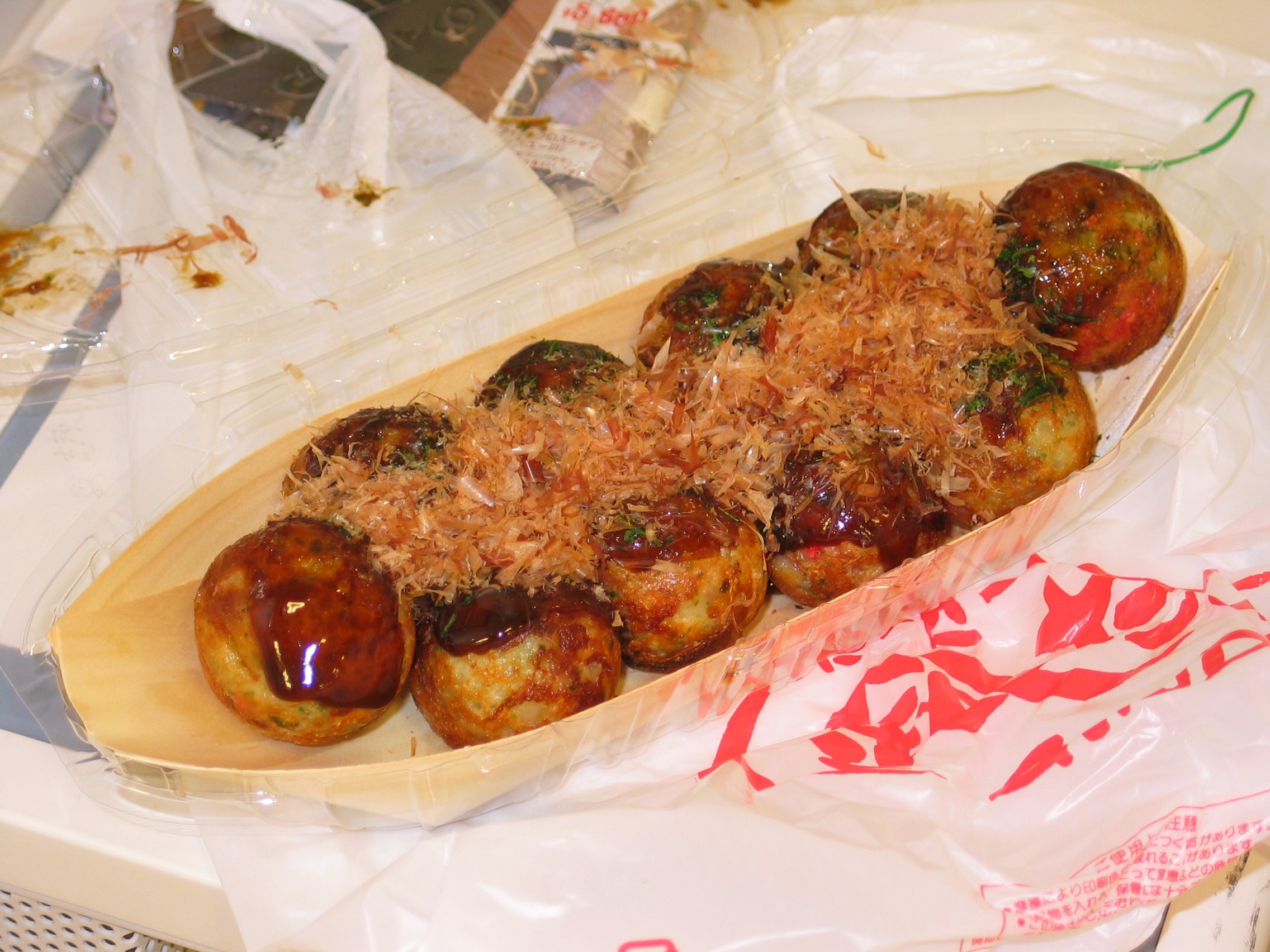
قارب التاكوياكي

تاكوياكي (حرفيا تعني الأخطبوط المشوي أو المقلي) (باليابانية: たこ焼き أو 蛸焼)، هو عبارة عن طبق ما يعرف بالزلابية اليابانية على شكل كرة ويميل شكله أكثر إلى الفطيرة اللاذعة المصنوعة من العجين والمطهوة في مقلاة تاكوياكي خاصة بها. وعادة ما يتم حشوه بشرائح لحم الأخطبوط ومكعبات التمبورا (باليابانية: تينكاسو)، الزنجبيل المخلل والبصل الأخضر. في الوقت الحاضر أصبح يقدم مع صلصة التاكوياكي والمايونيز مع المرحضة الخضراء على الواجهة، كما يشار إلى أن التاكوياكي لا ينحصر ضمن وصفة واحدة بل هنالك العديد من الوصفات المختلفة التي من الممكن أن تحتوي على مكونات أخرى. يحظى التاكوياكي بشعبية كبيرة في أوساكا، حيث يعود الفضل في ابتكار هذه الأكلة في عام 1935 إلى طبّاخ متجول يدعى «توميكيشي إندو» مستمدا إلهامه من أكلة الأكاشياكي Akashiyaki. التاكوياكي كان ذو شعبية كبيرة في منطقة كانساي ومن ثم كانتو، لاحقا تبعتها العديد من المناطق الأخرى، أما اليوم فلقد أصبح مشهورا في معظم أرجاء اليابان. وكان يباع التاكوياكي في العديد من أكشاك الطعام على قارعة الطريق، لكن الآن أصبح هنالك العديد من المطاعم والمحلات المختصة في تحضير أطباق وقوارب التاكوياكي والتي تحظى أيضا بشعبية كبيرة في اليابان يقع أهمها في منطقتي أوساكا وكانساي اللتان اشتهرتا ببيعه في الأسواق التجارية والمتاجر المفتوحة على مداراليوم.كلمة «ياكي» من «ياكو 焼く» وتعني واحدة من أساليب الطهي في المطبخ الياباني مثلها مثل كلمة تيبانياكي وياكيتوري، ترياكي وسوكياكي.

## المكونات
- أخطبوط
- بيضة
- دقيق
- ماء
- مرق الأعشاب البحرية
- مرق السمك
- صلصة مشابهة لصلصة أوكونومياكي أوتافوكو
- المايونيز اليابانية: مع عدد أقل من البيض، وأكثر ميوهة، وأخف وزنا
- رقائق البونيتو المجففة
- الزنجبيل

## طريقة الاعداد

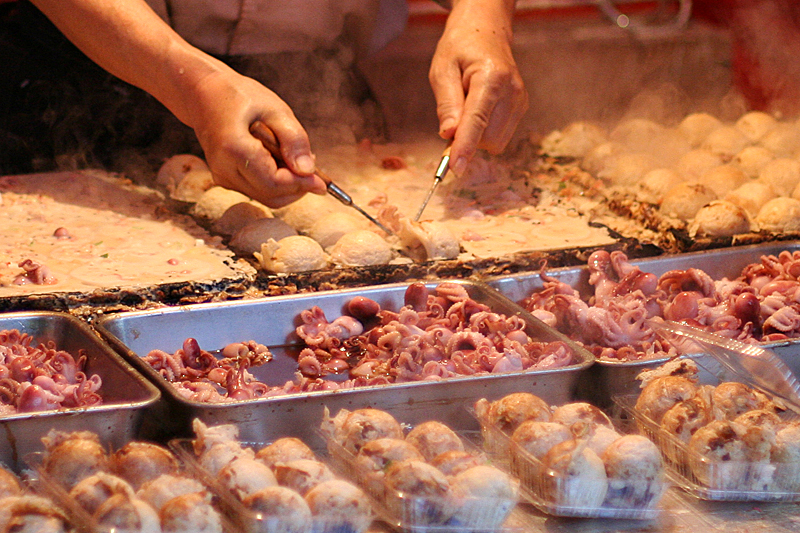
طبخ التاكوياكي

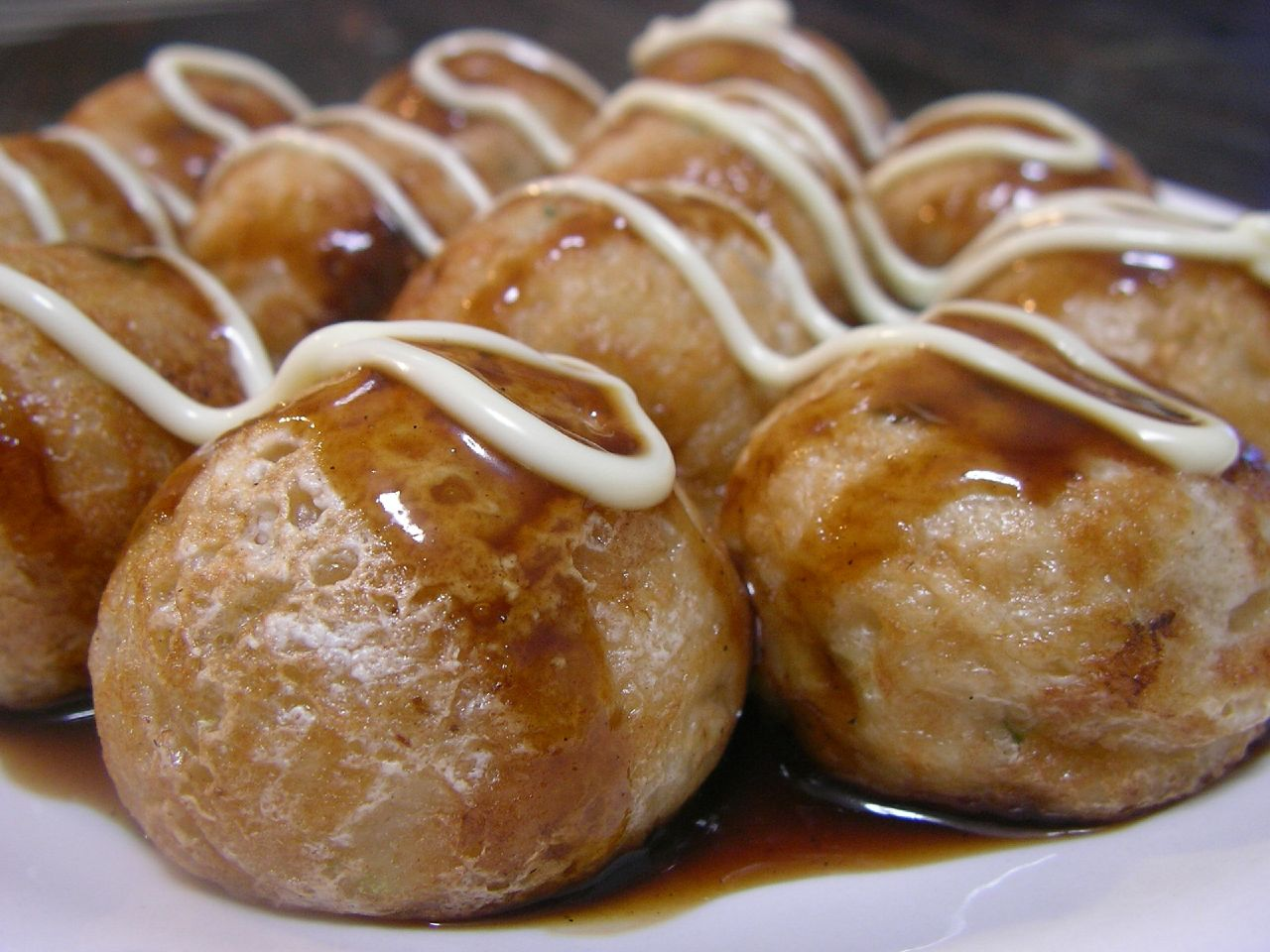
تاكوياكي مقدم بالمايونيز

يتم إعداد هذا الطبق باستخدام صينية معدنية خاصة تحتوي على تجاويف نصف كروية. تُدهن هذه التجاويف بالزيت، ثم يُسكب فيها خليط العجين المعدّ من طحين القمح. يُضاف إلى العجين قطع من الأخطبوط (تاكو باليابانية)، والزنجبيل المخلل، والكراث المفروم. وأضيفت مكونات جديدة إلى الوصفة التقليدية مثل الجبن أو النقانق.
بعد ذلك، تُسكب طبقة إضافية من العجين على القمة، وتُقلى المكونات وتُقلب بسرعة ودقة للحصول على كرات ذهبية مقرمشة من الخارج وطريّة من الداخل. يتم تقديم التاكوياكي غالباً مع صلصة خاصة ومايونيز، ويُزين برقائق البونيتو المجفف والأعشاب البحرية. 

## مطاعم مختصة

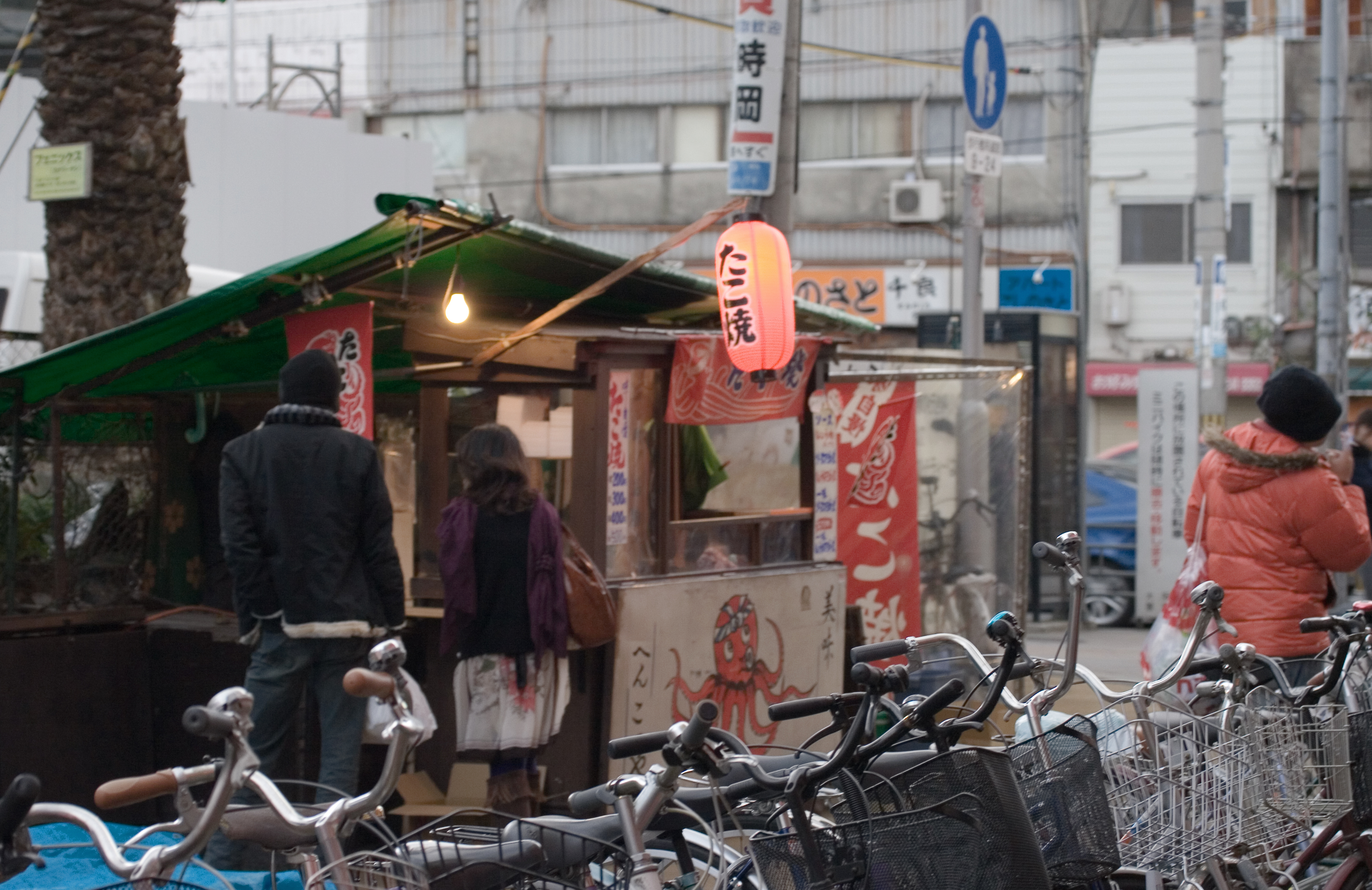
كشك خاص بالتاكوياكي

من مطاعم الوجبات السريعة المتخصصة في التاكوياكي:
- Gindako: تعمل في المقام الأول في اليابان والولايات المتحدة.
- Umiyaki: تعمل في المقام الأول في اليابان وتايلاند والصين وفرنسا.
- Japan Boat: مجتمع تايواني في جنوب شرق آسيا والصين وهونغ كونغ.
- Hacchando
- Kyotako

بعض المطاعم المستقلة في فرنسا:
- Atsu-Atsu: شركة ديناميكية بامتياز
- Happa Tei: مطعم ياباني في حي في باريس
- CanCan Takoyaki: كشك متحرك [3]

## وصلات خارجية
http://japanesefood.about.com/od/seafoodfish/r/takoyaki.htm نسخة محفوظة 11 يناير 2011 على موقع واي باك مشين.